# 爱丽丝梦游仙境 (1951年电影)
《爱丽丝梦游仙境》（英語：Alice in Wonderland），是一部由華特迪士尼於1951年製作並發行的動畫電影，根據英國作家路易斯·卡羅的同名小說所改編。它的上映日期是1951年7月28日（香港則於1952年10月2日上映），為第13部華特迪士尼經典動畫長片。
本片DVD已经分别由中录德加拉、博伟在中国大陆、台湾发行。本片曾有國語配音版本，但是2005年發行迪士尼官方版本時卻未被採用。本片电影原声带已经由滚石在台湾发行，目前在中国大陆没有任何影音产品发行，但CCTV6曾对该片做出一条配音。

## 故事概要
故事開頭，少女愛麗絲·金斯利·利德爾和姊姊小洛麗娜·瑪格麗特·瑪蒂爾達·利德爾待在公園，漫不經心地聽著洛麗娜訴說的故事，並陷入了幻想之中。當她偶然瞥見一隻穿著背心、為自己將要遲到感到焦慮不安的白兔經過時，便尾隨後者跳進一座很深的洞穴。抵達洞穴底部後，愛麗絲發現自己降落在地方在下界稱為仙境，她留意到自己面對著窗簾後面的珍珠門把手，透過門把手從玻璃桌子上取下小瓶子，愛麗絲藉著飲用瓶中神奇之液讓自己體縮小，但由於她忘了在飲用瓶中汁前將桌上的鑰匙事先取走，導致她一度無法取到鑰匙，這次她品嘗了房間裡的從小玻璃餅乾盒裡吃餅乾令自己子迅速變大。面對突如其來的變化，愛麗絲放聲大哭，造成房間淹水，她再度飲用瓶中汁讓自己體縮小，乘坐著空瓶子穿過鑰匙孔。
愛麗絲在旅途中邂逅著許多角色，同時得面對自己必須因應突發事件或現場狀態，取得物品變化自己體大小的處境。她沿路認識了雙胞胎特威德爾姆和特威德爾迪、聽命於兔子將她逐出宅邸的渡渡鳥、最初歡迎但後來將她逐出仙境花園的鮮豔的活野花們的壇、棲息在蘑菇上會抽菸的大智蟲（後蛻變為蝴蝶離去，提示愛麗絲蘑菇可變化自己體大小的攻能）、善變且經常面帶笑容的柴郡貓和出席茶會的瘋帽子、瘋三月兔和睡鼠。後來，愛麗絲在柴郡貓的引導下，抵達紅心王后的領土，王后同時是仙境裡唯一能讓她返回家鄉的關鍵角色。
愛麗絲待在王后的領土期間忐忑不安，原因是她見識了王后時常對不合己意的對象下達斬首處決的命令，加上愛麗絲在參與槌球活動的時候遭到柴郡貓戲弄，連帶激怒了王后判處愛麗絲死刑，紅心國王出面調解，勸諫改採用正式審判評估愛麗絲的刑責。審判期間因為柴郡貓讓愛麗絲指認他，引發了更多混亂，甚至驚嚇到擔任證人之一的睡鼠，當王后下令處決愛麗絲時，愛麗絲取用可變化自己型大小的蘑菇片，讓自己短暫變成巨大自己型，隨後便為了躲避追兵倉皇逃離王后等人所在的領地，趁機離開了仙境。
愛麗絲再度返回她踏進仙境時第一次發生自己型變化的門把手前，她通過鑰匙孔看到身體正在睡覺。故事的最後，愛麗絲從夢境中醒來，發現自己仍和洛麗娜待在同一座公園裡，為自己方才的經歷感到詫異不已，洛麗娜笑著看待愛麗絲，隨後姊妹倆從公園返家，準備享用下午茶。

## 配音員
| 配音             | 配音                              | 配音                                                            | 角色 |
| 英語             | 國語                              | 粵語                                                            | 角色 |
| ---------------- | --------------------------------- | --------------------------------------------------------------- | --- |
| 凱薩琳·比烏蒙特  | 陳美貞                            | 湛雅研                                                          | 愛麗絲·金斯利·利德爾（Alice Kingsleigh Liddell）                                                                                                  |
| 克拉倫斯·納什    | 使用原音                          | 使用原音                                                        | 黛娜·利德爾（Dinah Liddell） |
| 艾德·懷恩        | 官志宏                            | 鄧榮銾                                                          | 瘋帽客（Mad Hatter） |
| 傑瑞·克羅那      | 符爽                              | 黃一飛                                                          | 瘋三月兔（Mad March Hare） |
| 理查德·海頓      | 符爽                              | 葉振聲                                                          | 大智蟲（Large Caterpillar） |
| 史特林·霍洛威    | 石班瑜/符爽                       | 梁灼彬                                                          | 柴郡貓（Cheshire Cat） |
| 薇娜·費頓        | 馮友薇                            | 謝月美                                                          | 紅心王后Q.H.（Queen Q.H. of Hearts） |
| J·帕特·馬里      | 官志宏符爽馮友薇                  | 羅君左(特威德爾姆) 吳錦源(特威德爾迪) 賈鳳梧(海象) 劉昭文(木匠) | 特威德爾姆和特威德爾迪，海象，木匠和好奇的牡蠣們（Tweedledum and Tweedledee, Walrus, Carpenter and the Curious Oysters）                          |
| 比爾·湯普森      | 官志宏                            | 招世亮(白兔) 周志輝(杜杜)                                       | 白兔和渡渡鳥（White Rabbit and Dodo） |
| 海瑟·天使        |                                   | 曾佩儀                                                          | 小洛麗娜·瑪格麗特·瑪蒂爾達·利德爾（Lorina Margaret Mathilda Liddell, Jr.）                                                                        |
| 喬瑟夫·齊恩斯    | 官志宏                            | 賈鳳梧                                                          | 珍珠門把手鎖透過（Through the Pearly Doorknob Lock）                                                                                              |
| 無               | 無                                | 無                                                              | 喝我小汁瓶子，小玻璃餅乾盒，轉我鑰匙和小玻璃桌子上（Drink Me Little Extract Bottle, Little Glass Cookie Box, Turn Me Key and Little Glass Table） |
| 萊瑞·格雷        | 符爽(別蜴小比爾)                  |                                                                 | 別蜴小比爾（Little Bill the Lizard） |
| 林恩·巴里        | 陳美貞                            |                                                                 | 鈴蘭（Lily of the Valley） |
| 昆琳·雷歐納德    | 馮友薇(大鴿子) 陳美貞(卡特蘭鳶尾) |                                                                 | 大鴿子和鳶尾屬（Large Pigeon and Cattleya Iris）                                                                                                  |
| 丁克·特勞特      | 符爽                              | 羅君左                                                          | 紅心國王K.H.（King K.H. of Hearts） |
| 桃樂絲·勞埃德    | 馮友薇                            |                                                                 | 紅玫瑰（Red Rose） |
| 吉米·麥克唐納    | 馮友薇                            |                                                                 | 睡鼠（Dormouse） |
| 平多·克維吉      | 使用原音                          |                                                                 | 紅鶴們（The Flamingos） |
| 傑克·默瑟        | 使用原音                          |                                                                 | 刺猬們（The Hedgehogs） |
| 梅爾曼合唱團     | 官志宏、符爽                      |                                                                 | 撲克牌粉刷匠們（The Playing Card Painters） |
| 肯·比烏蒙特      | 使用原音                          |                                                                 | 紅心傑克（Jack of Hearts） |
| 露西兒·布里斯    | 馮友薇、陳美貞                    |                                                                 | 白菊和鬱金香們（White Daisy and the Tulips） |
| 湯米·魯斯克      | 馮友薇、陳美貞                    |                                                                 | 矮牽牛三色堇們和藍堇菜們（The Petunia Pansies and the Blue Violets）                                                                              |
| 吉姆·魯斯克      |                                   |                                                                 | 紅玫瑰蕾（Red Rosebud） |
| 瑪妮·尼克森      |                                   |                                                                 | 馬蹄蓮，丁香屬，藍翠雀屬們的弦和紅菊們的弦（Calla Lily, the Lilac, the String of Blue Larkspurs and the String of Red Daisies）                   |
| 諾瑪·希姆        | 使用原音                          |                                                                 | 白玫瑰（White Rose） |
| 唐·巴克雷        | 官志宏、符爽                      |                                                                 | 撲克牌士兵們的疊（The Deck of Playing Card Guards）                                                                                               |
| 艾德曼·彭納      |                                   |                                                                 | 鵰（Eagle） |
| 迪士尼工作室合唱 | 馮友薇、陳美貞                    |                                                                 | 鮮豔的活野花們的壇（The Bed of Bright Live Wild Flowers）                                                                                         |

## 電影歌曲
1. "Alice in Wonderland"
2. "In a World of My Own"
3. "I'm Late"
4. "The Caucus Race"
5. "How Do You Do and Shake Hands"
6. "The Walrus and the Carpenter"
7. "Old Father William"
8. "Smoke the Blighter Out"
9. "All in the Golden Afternoon"
10. "A, E, I, O, U"
11. "'Twas Brillig"
12. "The Unbirthday Song"
13. "Very Good Advice"
14. "Painting the Roses Red"

## 外部連結
- 爱丽丝梦游仙境 （页面存档备份，存于）
- 《迪士尼第13部經典動畫》爱丽丝梦游仙境 （页面存档备份，存于）
- AllMovie上《爱丽丝梦游仙境》的资料（英文）
- 豆瓣电影上《爱丽丝梦游仙境》的資料 （简体中文）
- 爛番茄上《爱丽丝梦游仙境》的資料（英文）
- 大卡通資料庫上《爱丽丝梦游仙境》的資料（英文）

- 互联网电影数据库（IMDb）上《爱丽丝梦游仙境》的资料（英文）

1. ↑  . British Board of Film Classification. July 3, 1951  [June 18, 2015]. （原始内容存档于2020-10-25）.
2. 1 2  . American Film Institute.   [May 18, 2014]. （原始内容存档于2018-07-18）.
3. ↑  Barrier 2008，第230頁.